# 이창용 (축구 선수)
이창용(1990년 8월 27일 ~ )은 대한민국의 축구 선수로 현재 K리그2 FC 안양에서 수비수 겸 미드필더로 활약하고 있다.

## 어린 시절
1990년 8월 27일 광주광역시에서 태어나 상일중학교 입학 이후 축구를 시작했으나 엄청난 노력을 바탕으로 호남권 고교 축구 명문 전주공업고등학교에 진학했다가 2학년 때인 2007년 전국구 고교 축구 명문인 언남고등학교에 진학했다.

## 클럽 경력

### 강원 FC
용인대학교 졸업 후 2013 K리그 드래프트에서 강원 FC의 자유 계약 선수로 입단한 후 충주 험멜과의 2014년 K리그2 26라운드 원정 경기에서 프로 데뷔골을 신고하는 등 2시즌동안 팀의 주축 선수로서 공식전 39경기 1골 1어시스트를 기록하는 활약을 펼치며 준플레이오프 진출에 기여했으나 준플레이오프에서 자신의 고향팀인 광주 FC에 0-1로 석패하며 아쉽게 K리그1 승격을 이루지 못했다.

### 울산 현대1기
2015 시즌을 앞두고 울산 현대의 유니폼으로 갈아입은 뒤 이적 첫 해부터 하성민, 마스다 지카시, 구본상과의 주전 경쟁 끝에 주전 자리를 확실하게 꿰차는 듯 했으나 입단 2년차인 2016 시즌에서는 기존 수비형 미드필더진에 밀려 후반 막판 교체로 출전하는 일이 잦아졌다.
물론 2016년 FA컵 32강전과 16강전에서 각각 대전 코레일, 광주 FC를 상대로 FA컵 2경기 연속 득점을 올리기도 했지만 가을에 김성환이 복귀한 바람에 주전 자리를 다시 넘겨주고 말았고 심지어 아예 명단에서 제외되는 일도 잦아지면서 결국 인천 유나이티드와의 2016년 K리그1 33라운드를 끝으로 군 입대를 선택했다.

### 아산 무궁화
2016년 K리그2 39라운드 종료 다음날인 10월 6일 아산 무궁화에 입단하며 본격적인 군 복무를 시작했고 2017 시즌에 아산 무궁화의 제2대 주장을 맡아 팀을 플레이오프까지 끌어올렸지만 플레이오프에서 부산 아이파크에 0-3으로 완패하며 승강 플레이오프 진출이 무산되었다.
입단 2년차인 2018 시즌에는 K리그 통산 100번째 경기에 출전하는 등 센터백으로서 팀의 연승 행진과 함께 리그 선두에 올려놓는 역할을 수행한 뒤 광주 FC와의 2018년 K리그2 17라운드 경기를 마지막으로 1년 9개월간의 군 복무를 마치고 전역했으며 이 기간 동안 아산 소속으로 공식전 44경기 2골을 기록했다.

### 울산 현대 2기
2018 시즌 여름에 전역한 뒤 울산으로 복귀하여 포항 스틸러스와의 2018년 K리그1 최종전에서 K리그1 데뷔골을 신고하며 팀의 리그 3위와 2019년 AFC 챔피언스리그 플레이오프 진출에 기여했고 그 후 대구 FC와의 2018년 FA컵 결승전에 선발로 출전하여 팀의 FA컵 통산 2번째 준우승에 일조했다.

### 성남 FC
2018 시즌 종료 후 윤영선과의 현금 트레이드를 통해 성남 FC의 유니폼으로 갈아입은 이후 2019 시즌 초반에는 부상으로 출전하지 못하다가 4월 13일 포항 스틸러스와의 2019년 K리그1 7라운드 홈 경기에서 후반 막판 교체 투입되며 성남에서의 데뷔전을 치렀다.
그 후 2019 시즌 공식전 26경기 2골을 기록했고 2020 시즌에서는 공식전 22경기 3골 1어시스트를 기록하며 팀의 2회 연속 K리그1 잔류와 6년만의 FA컵 4강 진출 등에 이바지했으며 2021 시즌에서도 공식전 27경기 1어시스트를 기록하며 3회 연속 K리그1 잔류를 이끄는 등 3시즌동안 공식전 75경기 5골 2어시스트라는 개인 커리어 최고 기록을 경신했다.

### FC 안양
2021 시즌 종료 후 계약 만료로 성남을 떠나 K리그2의 FC 안양으로 이적했고 2022 시즌에서도 꾸준한 활약을 이어가며 안양의 창단 첫 승강 플레이오프 진출을 이끈 뒤 홈에서 열린 수원 삼성 블루윙즈와의 승강 플레이오프 1차전에서도 상대팀 공격수인 오현규와 안병준을 탄탄한 수비로 막아서며 0-0 무승부를 이끌었으나 원정에서 열린 2차전에서 무난한 모습을 보였음에도 불구하고 오현규에 통한의 결승골을 헌납하며 창단 첫 K리그1 승격 문턱에서 고배를 마셨다.
그러나 2024 시즌에서는 팀의 주장을 맡아  창단 11년만에 첫 K리그2 우승 및 창단 첫 K리그1 승격을 이끌며 7년만에 K리그1으로 복귀하게 되었다.

## 대회 성적

### 클럽
강원 FC
- K리그2 : 4위 (2014)

아산 무궁화
- K리그2 : 3위 (2017)

울산 HD
- K리그1 : 3위 (2018)
- 코리아컵 : 준우승 (2018)

성남 FC
- 코리아컵 : 4강 (2020)

FC 안양
- K리그2 : 우승 (2024), 3위 (2022)